# Port Gamble
Port Gamble az Amerikai Egyesült Államok északnyugati részén, Washington állam Kitsap megyéjében elhelyezkedő önkormányzat nélküli település.

## Történet

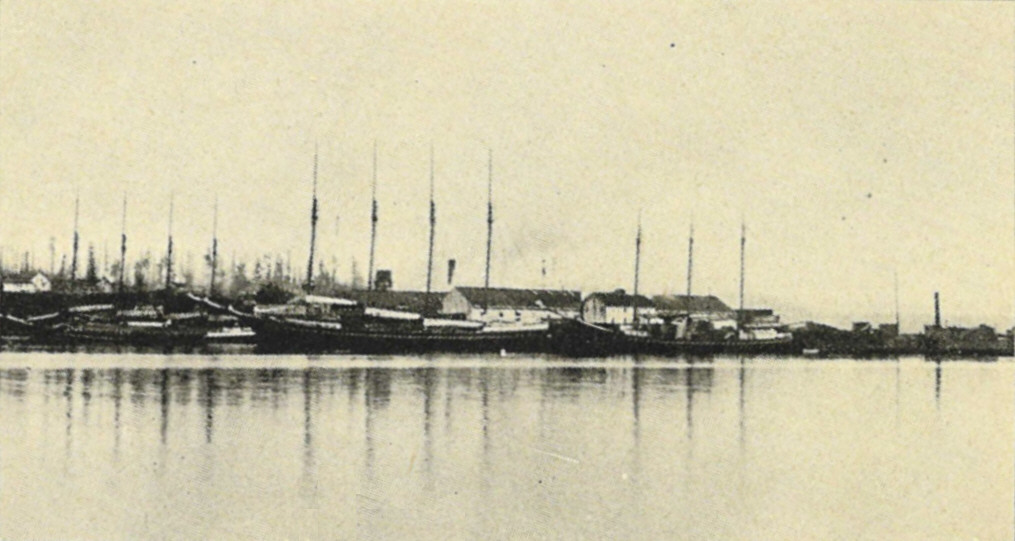
1900-ban

A térség első lakói a s’klallam indiánok voltak, akik i. e.  2400 óta éltek itt.
A Gamble-öböl neve Charles Wilkestől származik. A megnevezés eredete bizonytalan; a névadó az 1812-es háborúban részt vevő John M. Gamble alezredes vagy Robert Gamble, a USS President hajó tisztje. Wilkes az öböllel kapcsolatos jegyzeteiben egy hadnagyot említ.
A korábban a Teekalet nevet viselő település 1853-ban jött létre a Josiah Keller, William Talbot és Andrew Pope által alapított Puget Mill Company gyárvárosaként.
A helység mai nevét 1868-ban vette fel. 1966-ban a várost történelmi hellyé nyilvánították. 1985-ben a Puget Mill Company jogutódaként létrejött Pope & Talbot kettévált; a helyi fűrészüzemet a Pope Resources üzemeltette tovább. 1996-ban a gyár 142 év után bezárt; az üzem volt az ország legtovább működő ilyen létesítménye.

### A település megalapítása
1849-ben William Talbot és Andrew Pope San Franciscóba érkeztek, ahol faipari vállalkozást szerettek volna indítani, azonban hamarosan rájöttek, hogy az Új-Anglia felőli szállítmányok nem tudják kiszolgálni az egyre növekvő keresletet. Miután értesültek Oregon Territórium sűrű erdőiről, a két férfi, valamint Josiah Keller és Charles Foster megalapította a Puget Mill Companyt. Az új feldolgozó helyszínét keresve Talbot 1853 nyarán talált rá a Gamble-öbölre, amely közel volt Oregon Territóriumhoz, valamint kikötőjéből a feldolgozott árut Kaliforniába szállíthatták. Miután Keller beszerezte a szükséges eszközöket, az üzem szeptemberben megkezdte működését.
Az 1850-es években az USA északnyugati területein kevesen éltek, így a gyár munkaerőhiánnyal küzdött. Charles Foster a maine-i East Machiasban toborzott munkásokat, akik az új környezet és a kemény munka miatt honvágytól szenvedtek, ezért a lakóhelyüket imitáló házakat építettek nekik. Az új település ekkor felvette a Port Gamble nevet.

### Fakitermelés
A fűrészüzem terjeszkedésével egyre több nyersanyagra volt szükség; 1892-ben már 750 négyzetkilométernyi terület volt a Puget Mill Company tulajdonában. Mivel a többi államban a kitermelhető faanyag fogyni kezdett, egyre többen Washingtonban kezdtek kitermelésbe. 1906-ban az államban több mint 900 fafeldolgozó működött.
Mivel az elérhető nyersanyag mennyisége Washington államban is csökkenni kezdett, más megoldásra volt szükség. 1941. június 12-én a Weyerhaeuser Timber Company létrehozta a Clemons telepített erdőt, amelyet 1946-ban a Puget Mill Company által létesített, 1953-ban már harmincezer hektár nagyságú erdő követett.

### Gazdasági fejlődés
A Puget Mill Company egykor a világ minden táját ellátta faanyaggal; 1862-ben 19 millió deszkát szállítottak külföldre. A vállalat a századfordulón a kaliforniai aranyláz mellett már Kína és Délkelet-Ázsia igényeit is ellátta.

### A Puget Mill Company értékesítése
1924 májusában William Talbot az E. G. Amesnek írt levelében leírta, hogy szerinte „a Port Gamble-i üzem további működtetése öngyilkosság”. A társaság értékesítését a William H. Talbot, George A. Pope Sr., Talbot C. Walker, John Deahl és A.G. Harms részvételével megtartott közgyűlésen tárgyalták. A Puget Mill Companyt a Charles McCormick Lumber Company vásárolta meg 15 millió dollárért. A vállalat értékesítésében közrejátszottak a magas adók is; a cég értékesítésekor kötött megállapodás értelmében McCormicknak új üzemet kell létesítenie.

### Pope & Talbot Co.
Az új üzem felépítése és a modernizáció miatt McCormick 1938-ban már hétmillió dollárral tartozott az eredeti tulajdonosoknak; mivel az összeget nem tudta kifizetni, a vállalat tulajdonjoga a korábbi vezetők leszármazottainak kezébe került. 1940-ben a cég vezetője id. George Pope volt; a vállalatot ekkor a Pope & Talbot Mills névre keresztelték át. A második világháborúban bizonyos készleteket a vállalat hajói szállítottak.

## Éghajlat
A település éghajlata mediterrán (a Köppen-skála szerint Csb).
| Hónap                         | Jan.  | Feb.  | Már.  | Ápr. | Máj. | Jún. | Júl. | Aug. | Szep. | Okt. | Nov.  | Dec.  | Év    |
| ----------------------------- | ----- | ----- | ----- | ---- | ---- | ---- | ---- | ---- | ----- | ---- | ----- | ----- | ----- |
| Rekord max. hőmérséklet (°C)  | 21,1  | 21,7  | 26,1  | 31,1 | 33,9 | 36,7 | 38,9 | 37,8 | 37,2  | 28,3 | 23,9  | 17,8  | 38,9  |
| Átlagos max. hőmérséklet (°C) | 7,8   | 10,0  | 12,8  | 16,1 | 19,4 | 22,2 | 25,6 | 25,6 | 22,8  | 16,1 | 10,6  | 6,7   | 16,3  |
| Átlagos min. hőmérséklet (°C) | 0,0   | 0,0   | 1,7   | 3,3  | 6,1  | 8,9  | 10,6 | 10,6 | 7,8   | 4,4  | 1,7   | −0,6  | 4,6   |
| Rekord min. hőmérséklet (°C)  | −17,2 | −15,0 | −11,1 | −6,7 | −3,9 | −1,1 | −1,1 | 1,1  | −10,0 | −7,2 | −15,0 | −18,0 | −18,0 |
| Átl. csapadékmennyiség (mm)   | 188   | 187   | 151   | 97   | 72   | 54   | 33   | 32   | 41    | 105  | 203   | 220   | 1383  |
| Forrás: The Weather Channel   |       |       |       |      |      |      |      |      |       |      |       |       |       |

## A kultúrában
- Itt forgatták a 2010-es ZMD: Zombies of Mass Destruction című filmet.[14]
- Port Gamble a Squatter című horrorfilm egyik forgatási helyszíne.[15]
- Gregg Olsen Empty Coffin könyvsorozatának egyik helyszíne Port Gamble.[16]
- A település M. M. Atkinson The Ghost from Nowhere című regényének helyszíne.[17]

## Fordítás
Ez a szócikk részben vagy egészben  a   Port Gamble, Washington című angol Wikipédia-szócikk ezen változatának fordításán alapul.  Az eredeti cikk szerkesztőit annak laptörténete sorolja fel. Ez a jelzés csupán a megfogalmazás eredetét és a szerzői jogokat jelzi, nem szolgál a cikkben szereplő információk forrásmegjelöléseként.